# Mihai Plătică
Mihai Plătică (Chișinău, 15 marzo 1990) è un calciatore moldavo, centrocampista del Petrocub Hîncești.

## Palmarès

### Club

#### Competizioni nazionali
- Supercoppa di Russia: 1

Rubin Kazan': 2012
- Coppa di Moldavia: 2

Milsami Orhei: 2017-2018
Petrocub Hîncești: 2023-2024
- Supercoppa di Moldavia: 1

Milsami Orhei: 2019
- Campionato moldavo: 1

Petrocub Hîncești: 2023-2024